# Diesbachia sophiae
Diesbachia sophiae är en insektsart som beskrevs av Ludwig Redtenbacher 1908. Diesbachia sophiae ingår i släktet Diesbachia och familjen Diapheromeridae. Inga underarter finns listade i Catalogue of Life.